# Sotto questo sole
Sotto questo sole è una canzone scritta da Francesco Baccini, Paolo Belli ed Enrico Prandi, e cantata dallo stesso Baccini con i Ladri di Biciclette nel 1990. 
Questa collaborazione artistica causò forti tensioni e attriti all'interno dei Ladri di Biciclette. Paolo Belli scrive infatti, sul suo libro, che lui era l'unico a volere la partecipazione di Baccini, mentre gli altri componenti della band non erano d'accordo. Questo scontro portò alla separazione di Paolo Belli dai Ladri di Biciclette.
Questa canzone ha vinto il Festivalbar 1990 ed è stato il quarto singolo più venduto dell'anno.